# Obryzum
Obryzum Wallr.– rodzaj grzybów z rodziny Obryzaceae.

## Systematyka i nazewnictwo
Pozycja w klasyfikacji według Index Fungorum: Obryzaceae, Incertae sedis, Incertae sedis, Sordariomycetes, Pezizomycotina, Ascomycota, Fungi.

## Gatunki
- Obryzum bacillare (Wallr.) Körb. 1865[2]
- Obryzum corniculatum (Hoffm.) Wallr. 1825 –  tzw. pakość palczasta
- Obryzum friesii (Keissl.) Nik. Hoffm. & Hafellner 2000
- Obryzum myriopus F. Wilson 1891[2]
- Obryzum scabrosum Stirt. 1881[2]
- Obryzum striguloides Aptroot & Sipman 2001

Nazwy naukowe na podstawie Index Fungorum. Nazwy polskie według W. Fałtynowicza.